# Station des Rousses
La station des Rousses est une station de montagne française située dans le département du Jura, en Franche-Comté, et regroupant les communes des Rousses (village principal), de Bois-d'Amont, de Lamoura et de  Prémanon. Son domaine skiable déborde sur le canton de Vaud, en Suisse.

## Généralités
La station offre des activités en été et en hiver. Le domaine skiable compte 220 kilomètres de pistes de ski de fond et un domaine de ski alpin important. En hiver, la Transjurassienne traverse entre autres la station des Rousses.

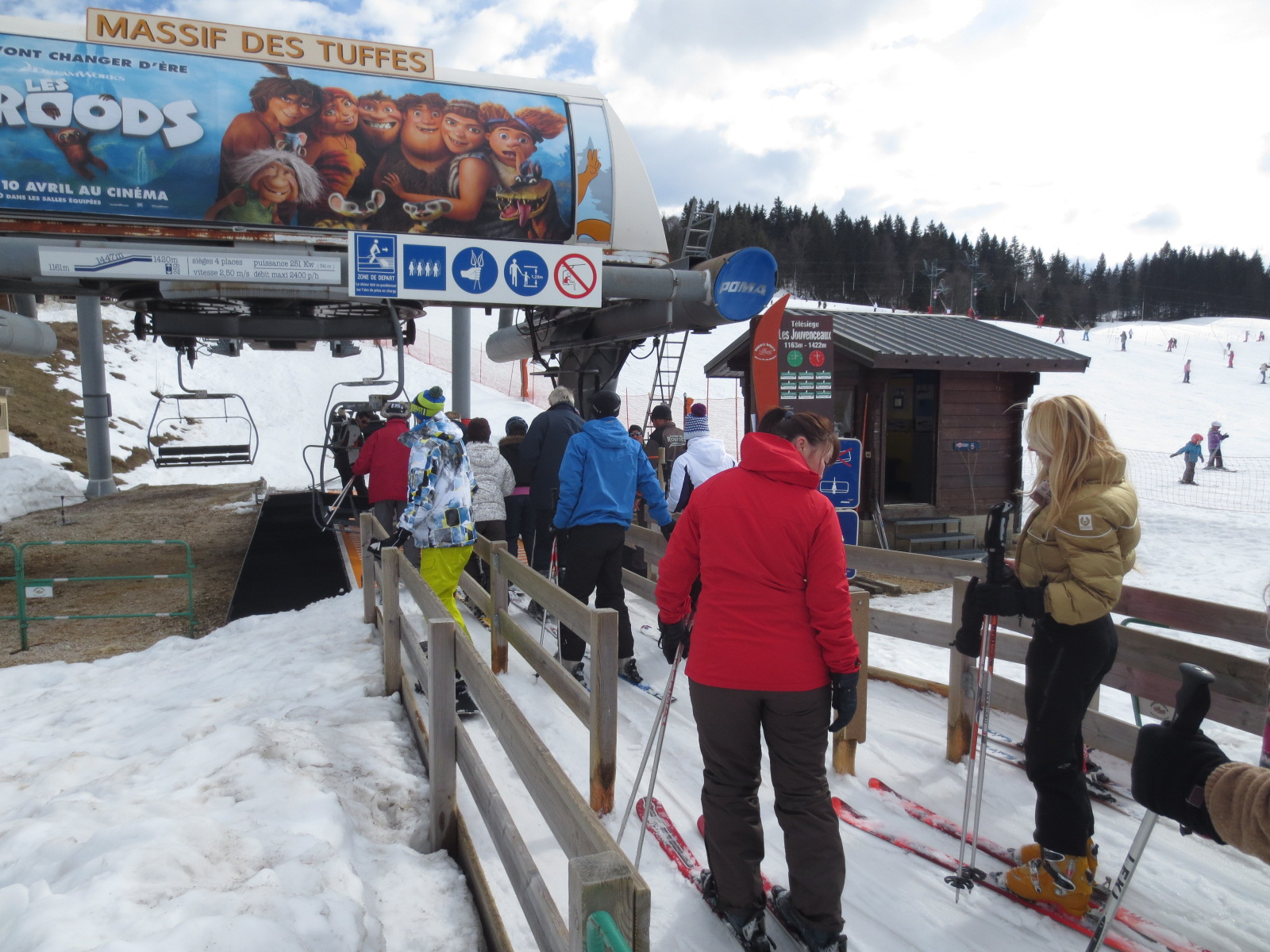
Télésiège du massif des Tuffes
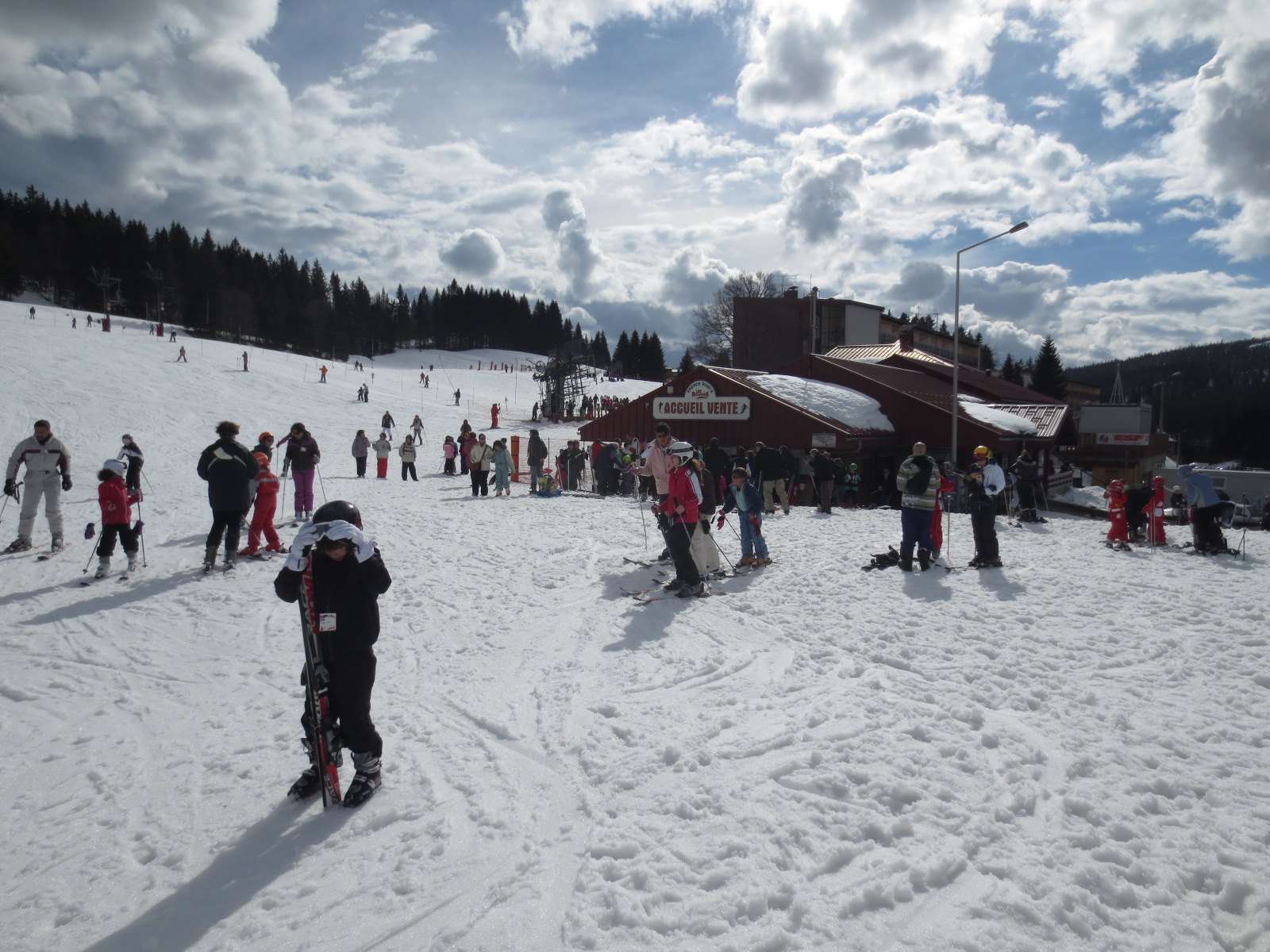
Accueil Vente
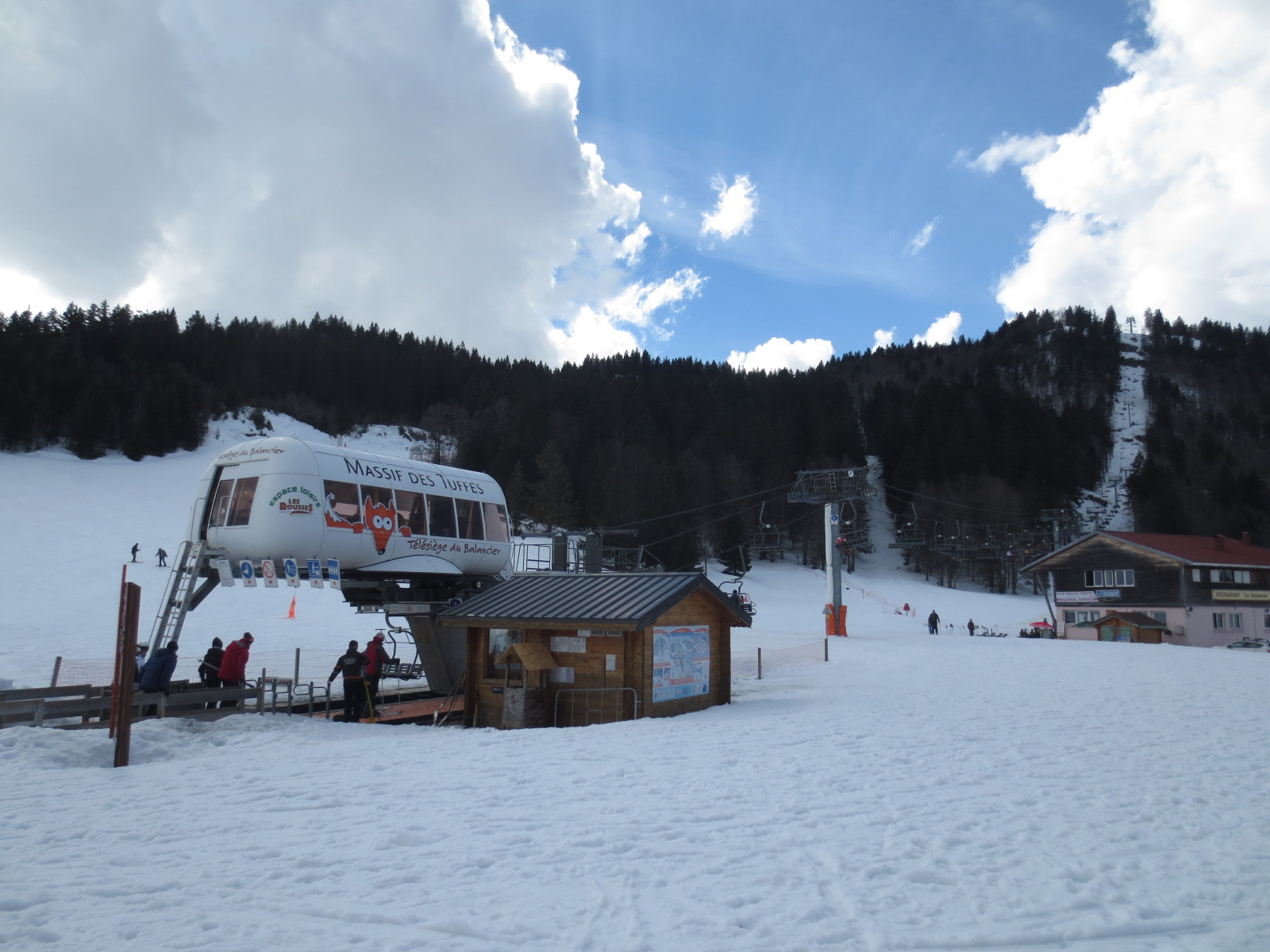
Télésiège du massif des Tuffes
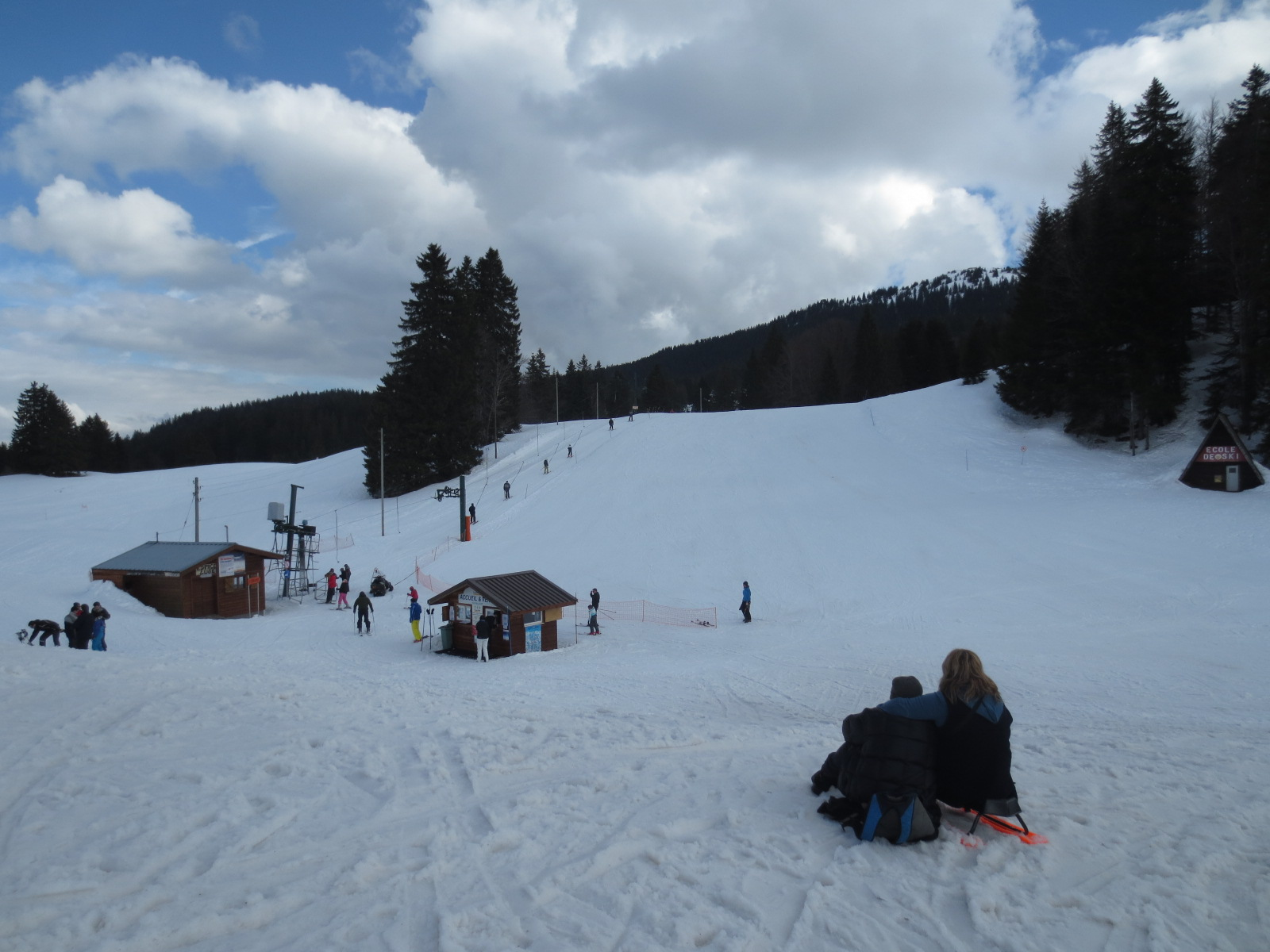

La station est gérée conjointement par la communauté de communes de la Station des Rousses-Haut-Jura, le Syndicat Mixte de développement Touristique de la Station des Rousses et, par délégation de service public, par la Société de Gestion de la Station des Rousses.

## Activités en hiver
En hiver, la pratique du ski de fond est avec celle du ski de descente l'activité dominante. La station possède aussi la Patinoire de l'Espace des Mondes Polaires dans le village de Prémanon pour les sports de glisse.

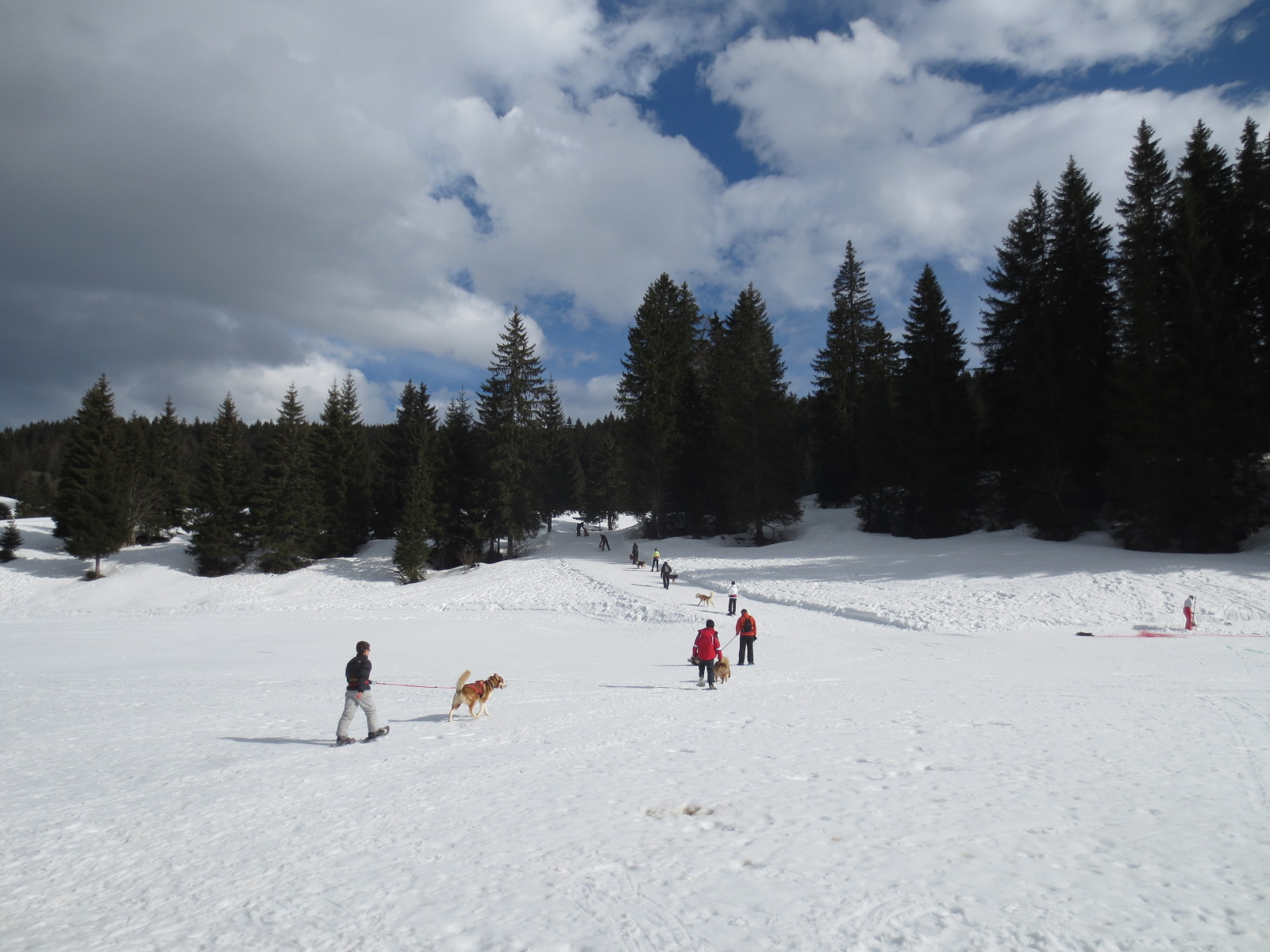
Sentier raquettes
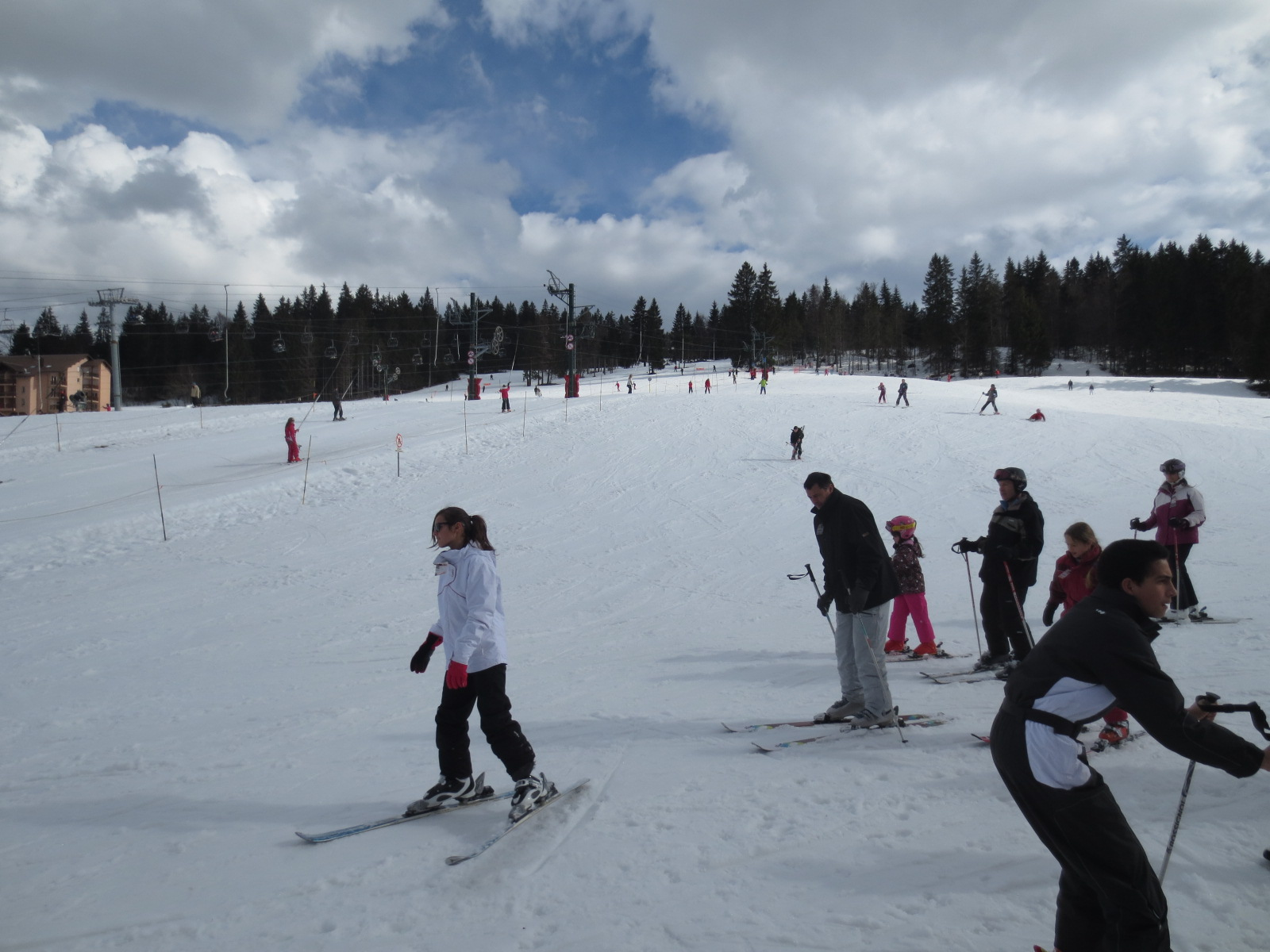
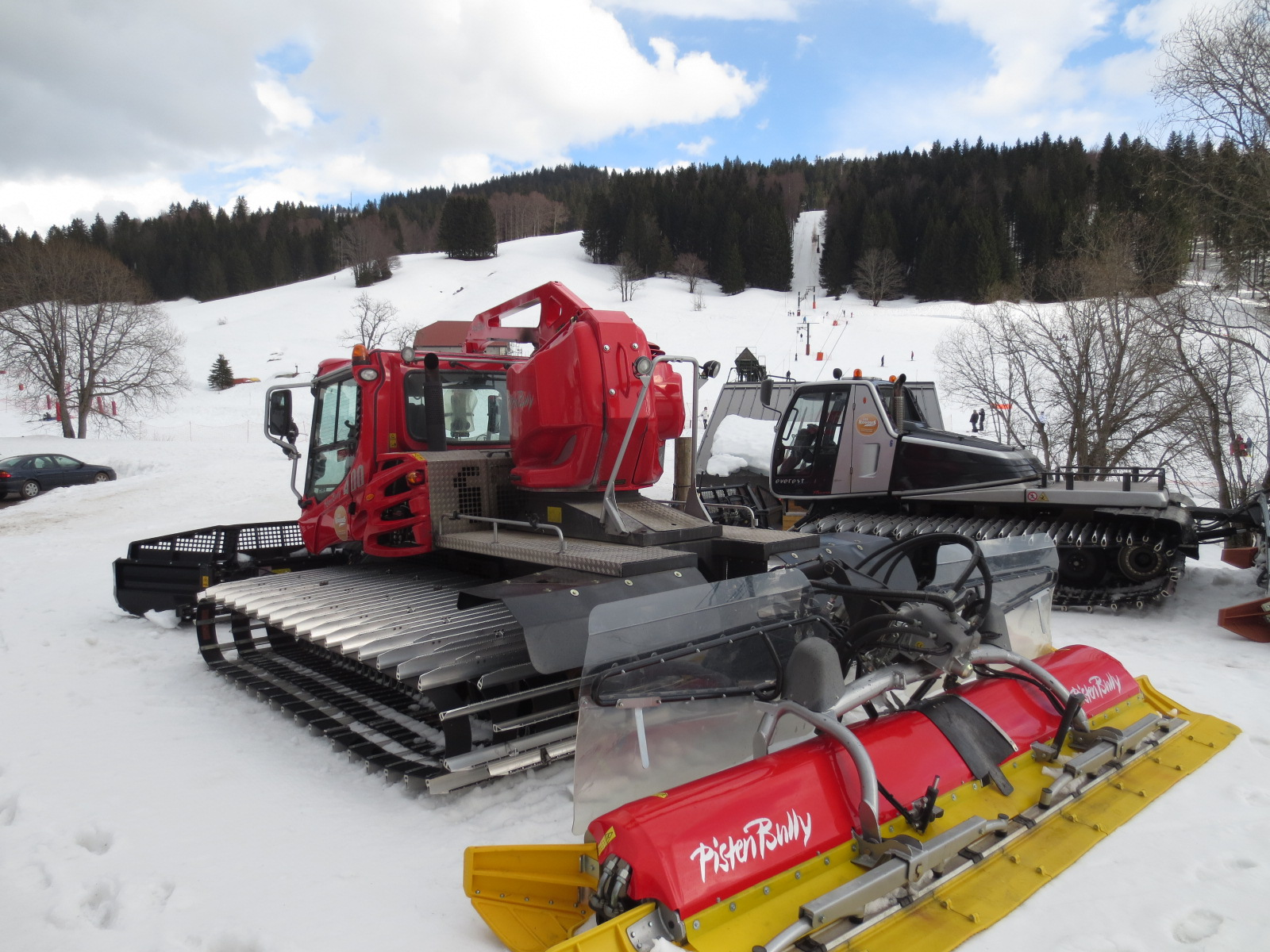
Deux dameuses
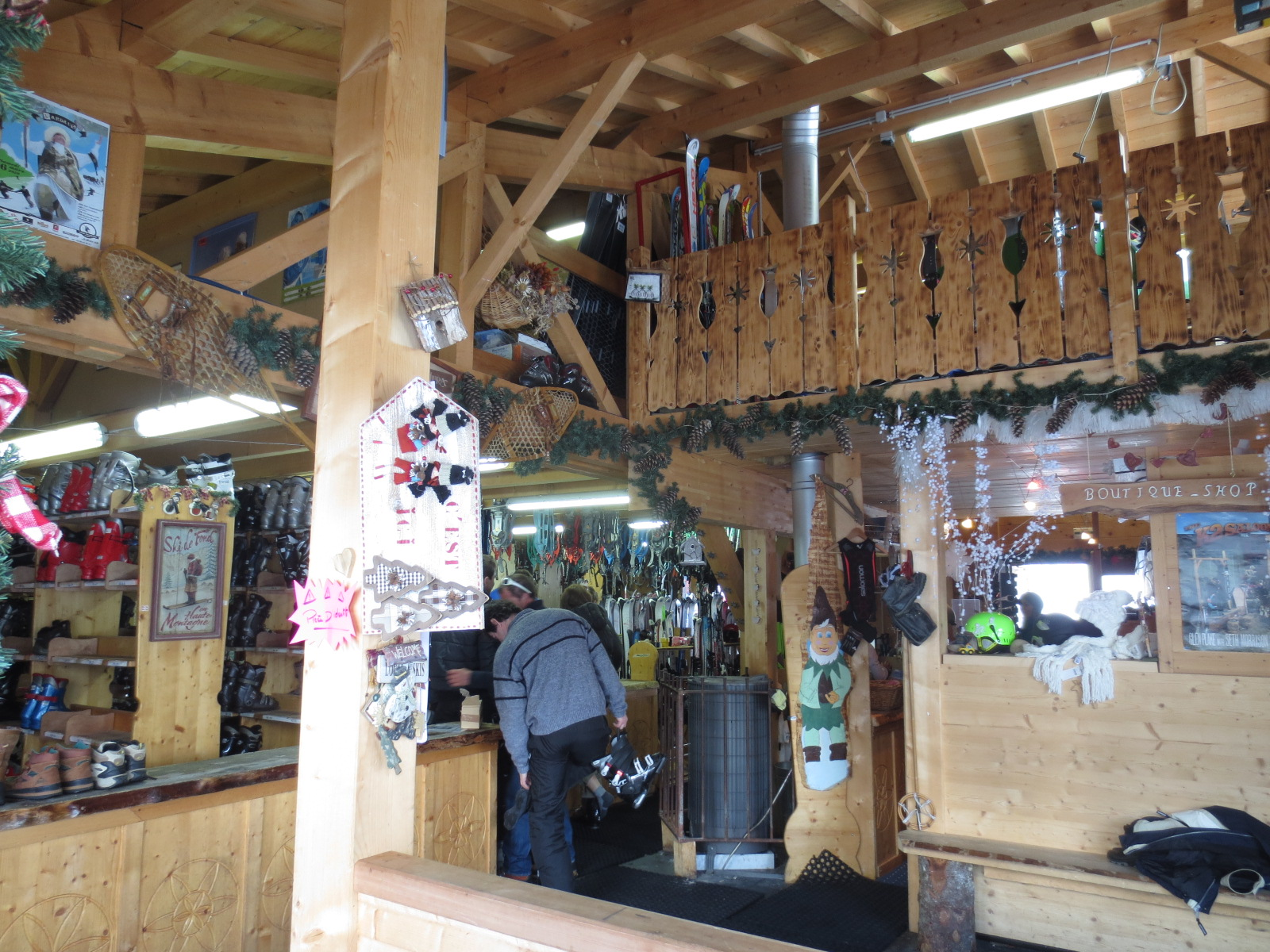
Magasin de sport

Pour la pratique du ski alpin, la station de sports d'hiver comporte trois massifs distincts :
- le massif des Tuffes, situé à Prémanon, incluant le secteur des Jouvencelles ;
- le massif de la Serra, situé à Lamoura ;
- le versant nord-ouest du massif du Noirmont, dont le bas des pistes se trouve sur la commune des Rousses et le haut, accessible par téléski seulement depuis la France, en Suisse.

Un quatrième massif, nécessitant le forfait pass' franco-suisse, est accessible par une liaison depuis le massif des Tuffes :
- le massif de la Dôle situé en Suisse sur le canton de Vaud, plus haut que les précédents, auquel on peut rattacher la petite remontée mécanique du Tabagnoz, située en Suisse mais accessible par la route uniquement depuis la France.

Chalets des Rousses en hiver
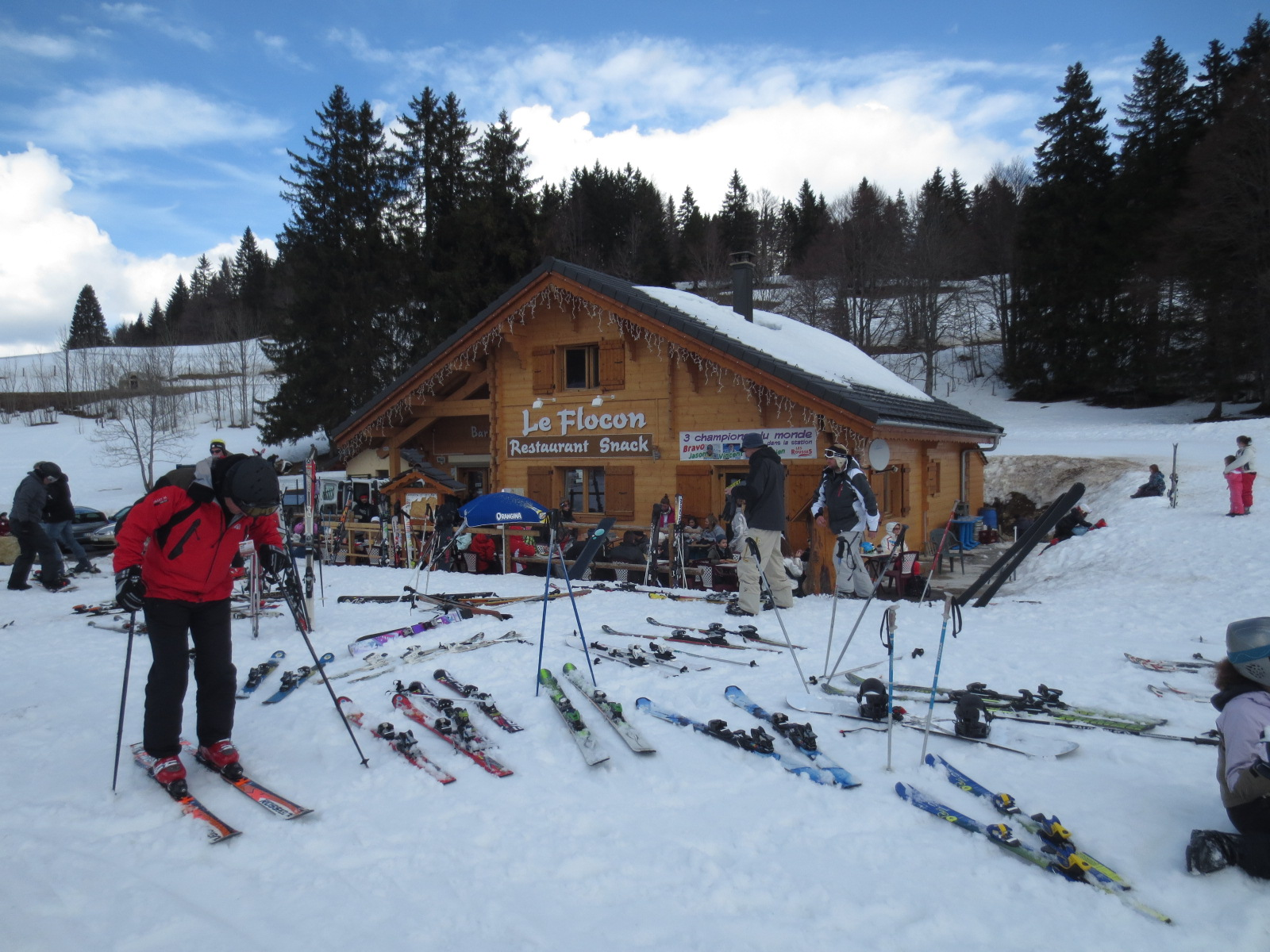
Le Flocon, restaurant snack
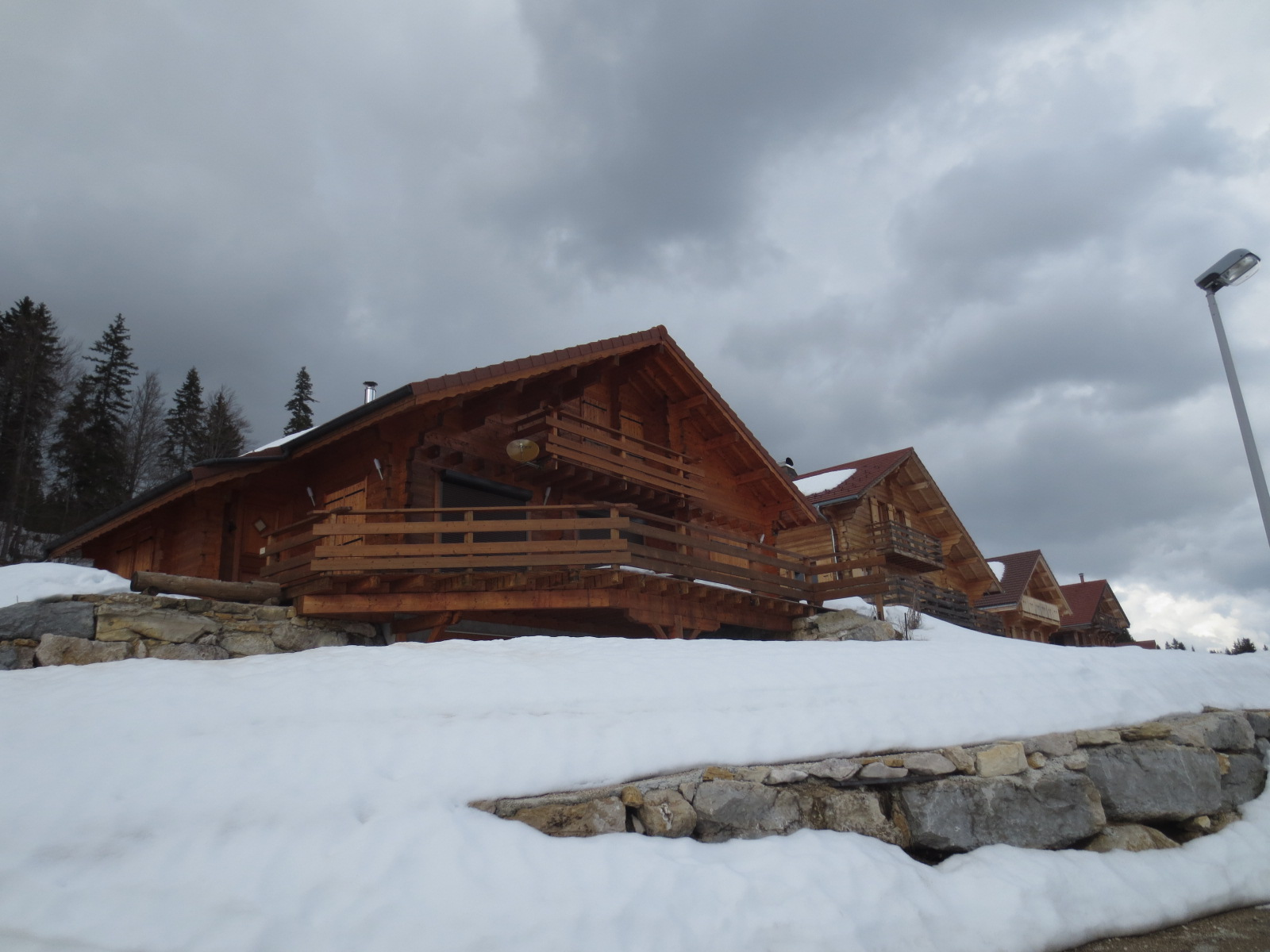
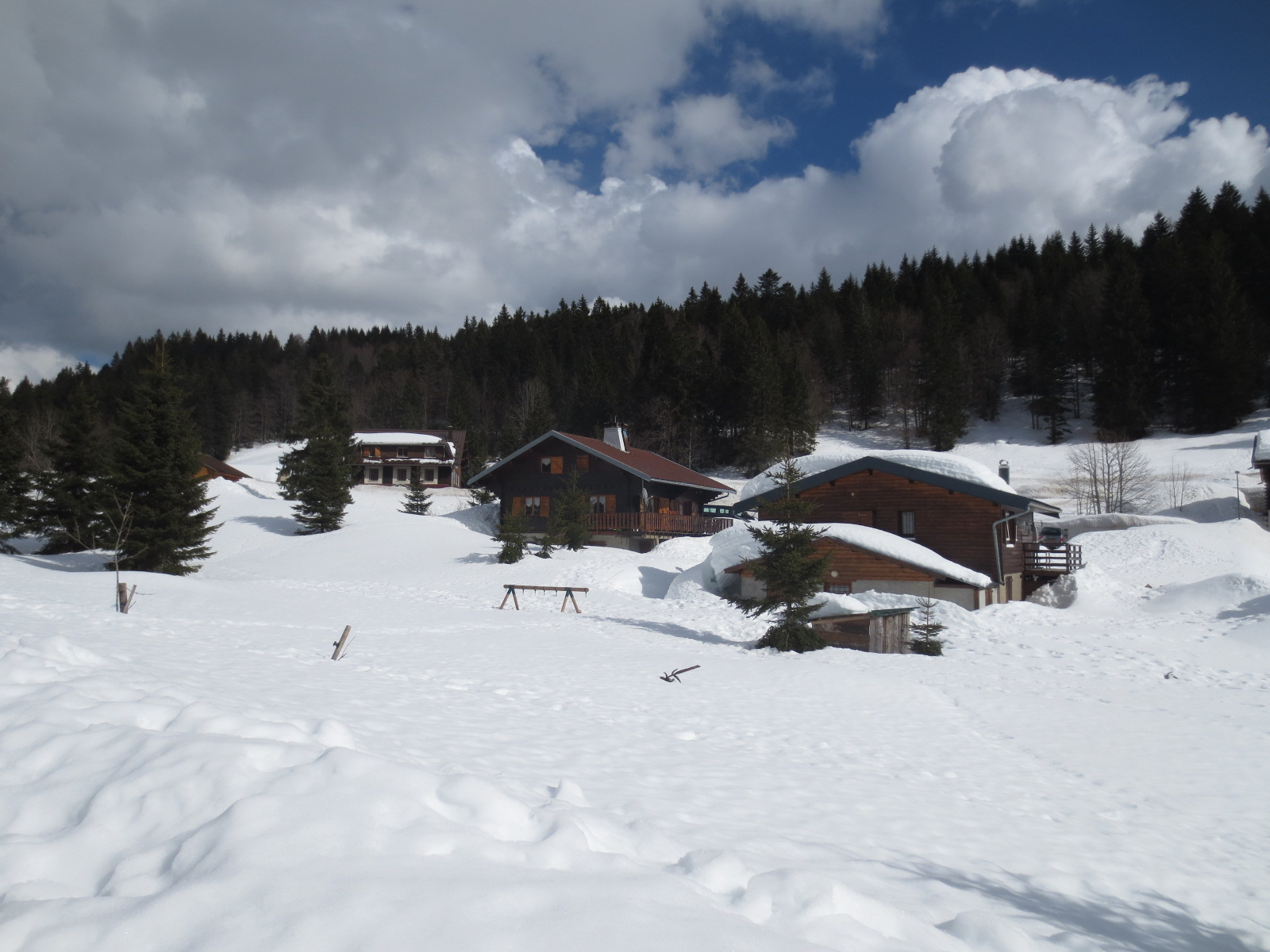
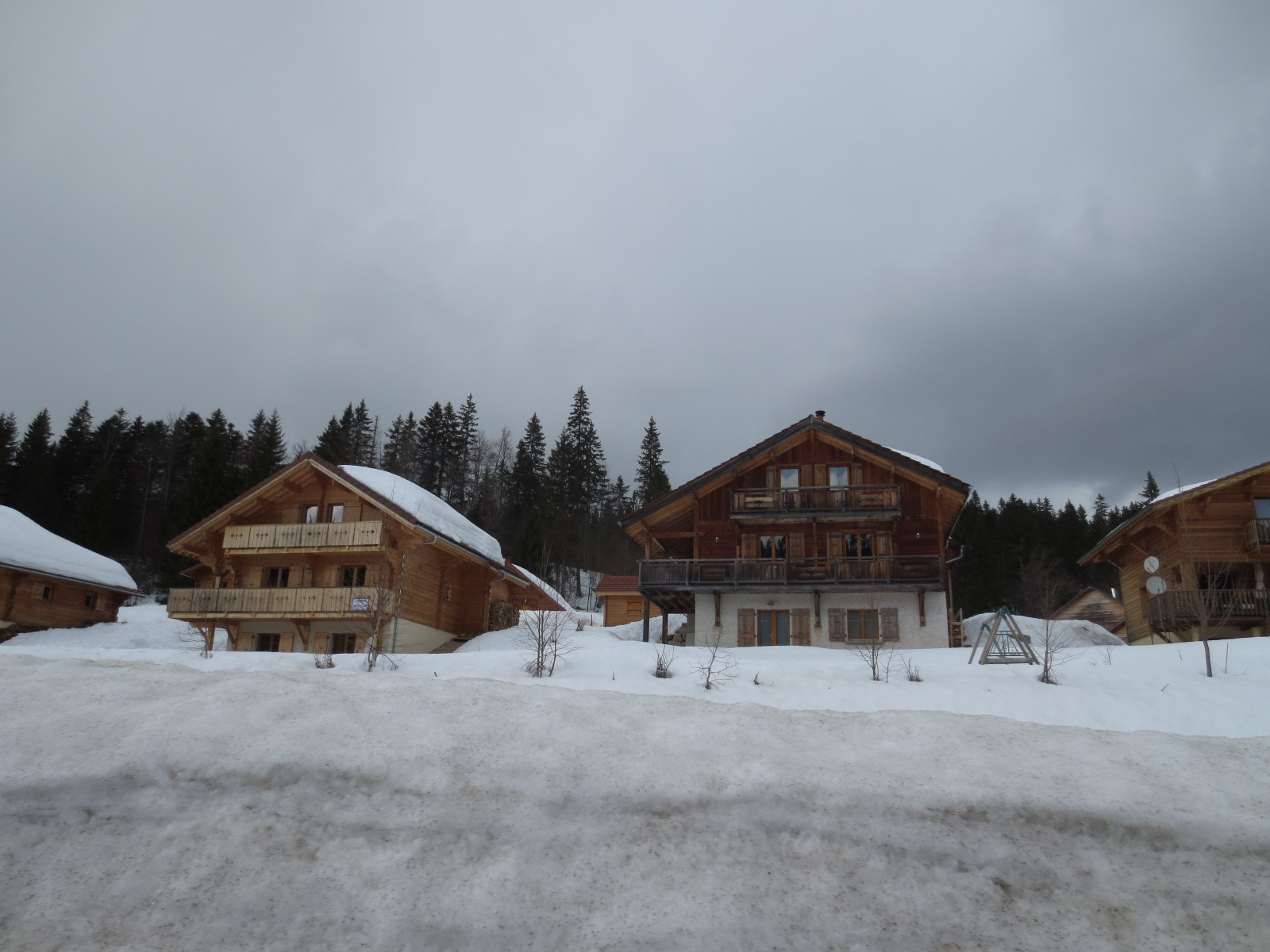
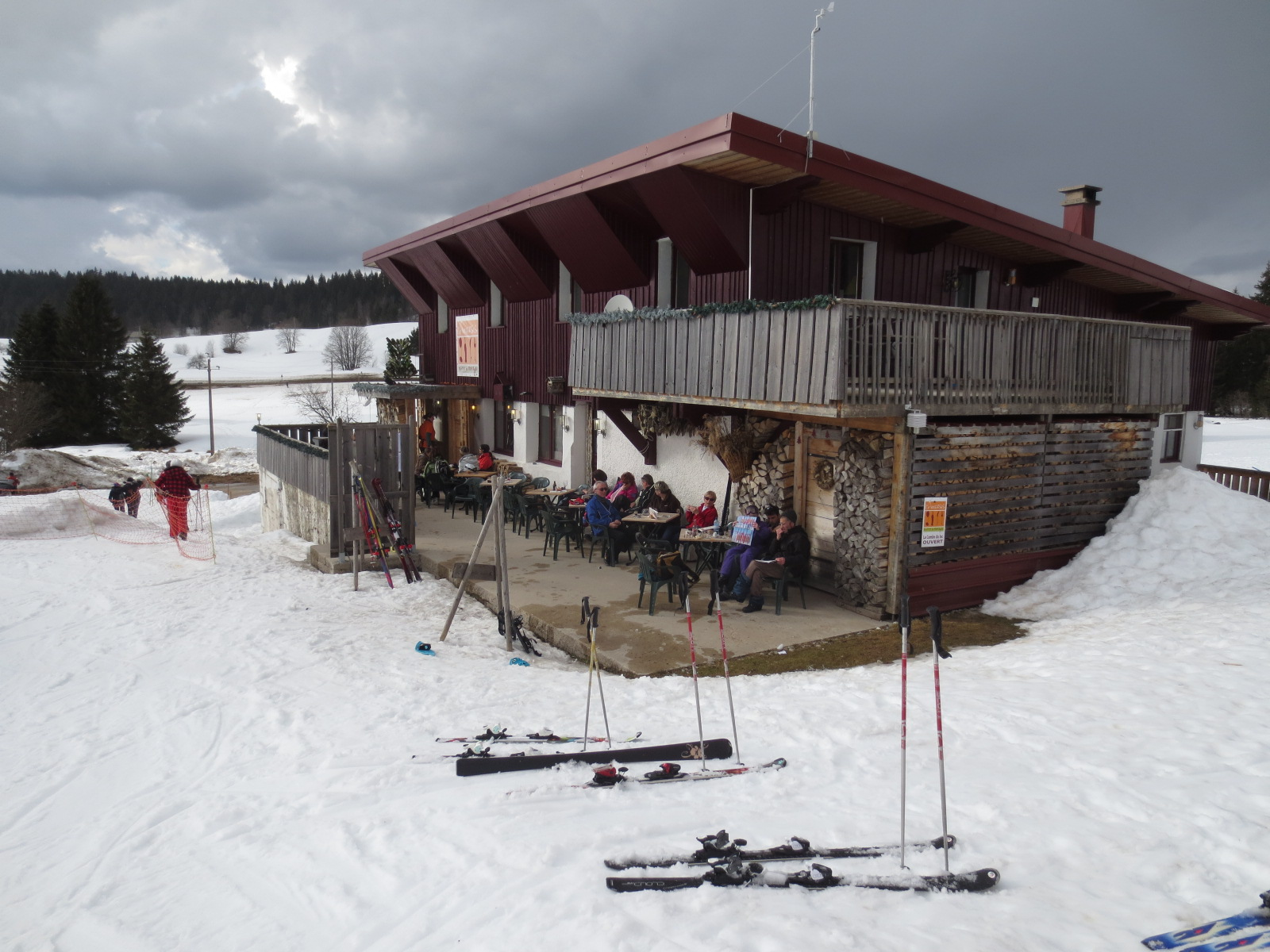
Combe du Lac
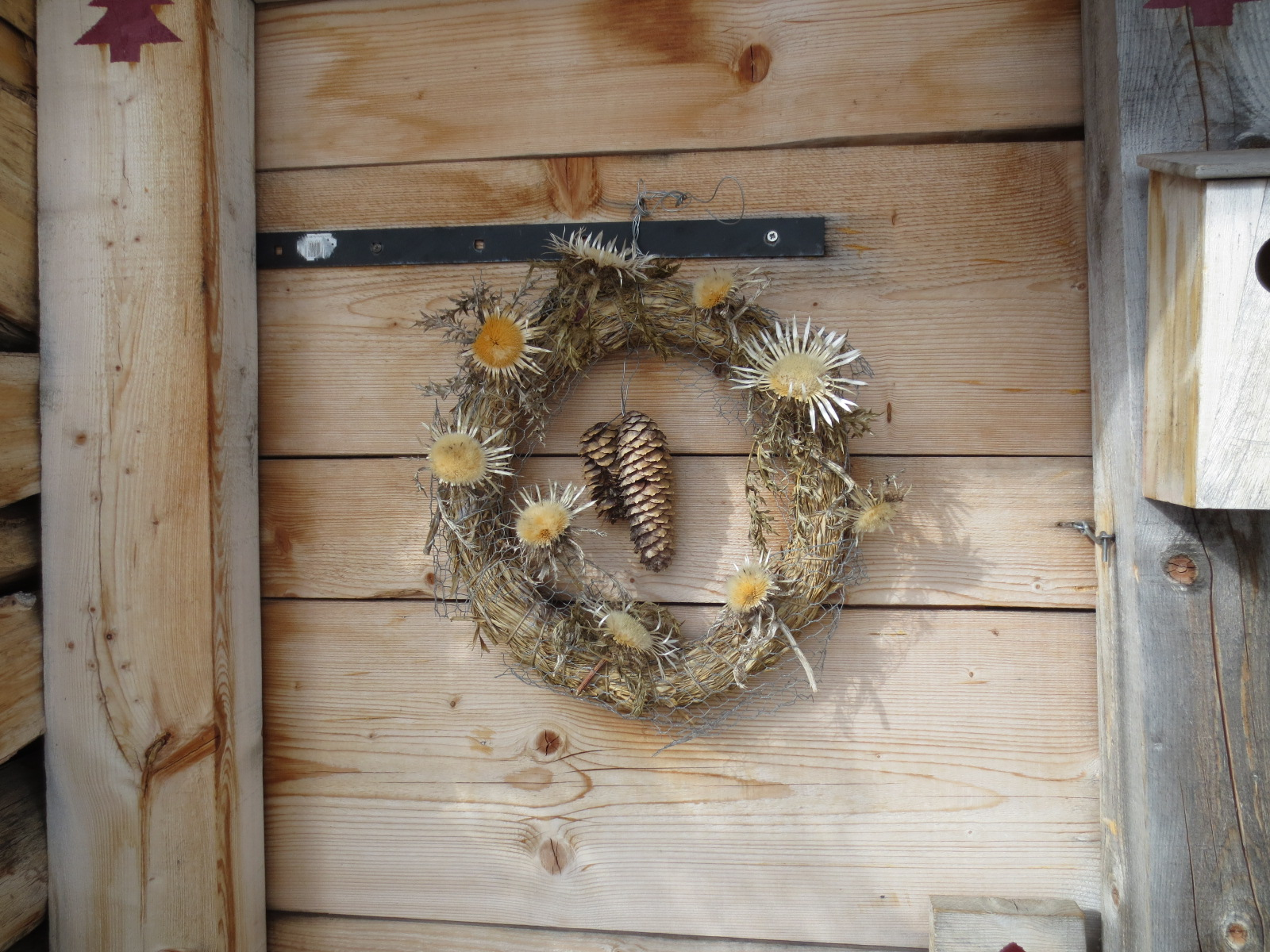

## Activités en été
De nombreuses activités sont proposées en été dans la station :
- les randonnées ;
- les activités GAIA Loisirs proposant à Lamoura : Un Parcabout structure ludique perchée dans les arbres, un sentier pieds nus de plus d'un kilomètre et de nombreuses activités équestres : balade à cheval, en calèche, location d'âne
- la baignade et le nautisme au lac des Rousses et au lac de Lamoura ;
- un parcours aventure en forêt est aménagé au cœur du fort des Rousses ;
- dans ce même fort a lieu l'affinage du fromage local, le comté, où des visites des caves d'affinage sont organisées par Juraflore propriétaire du fort.Structure ludique installée depuis 2017

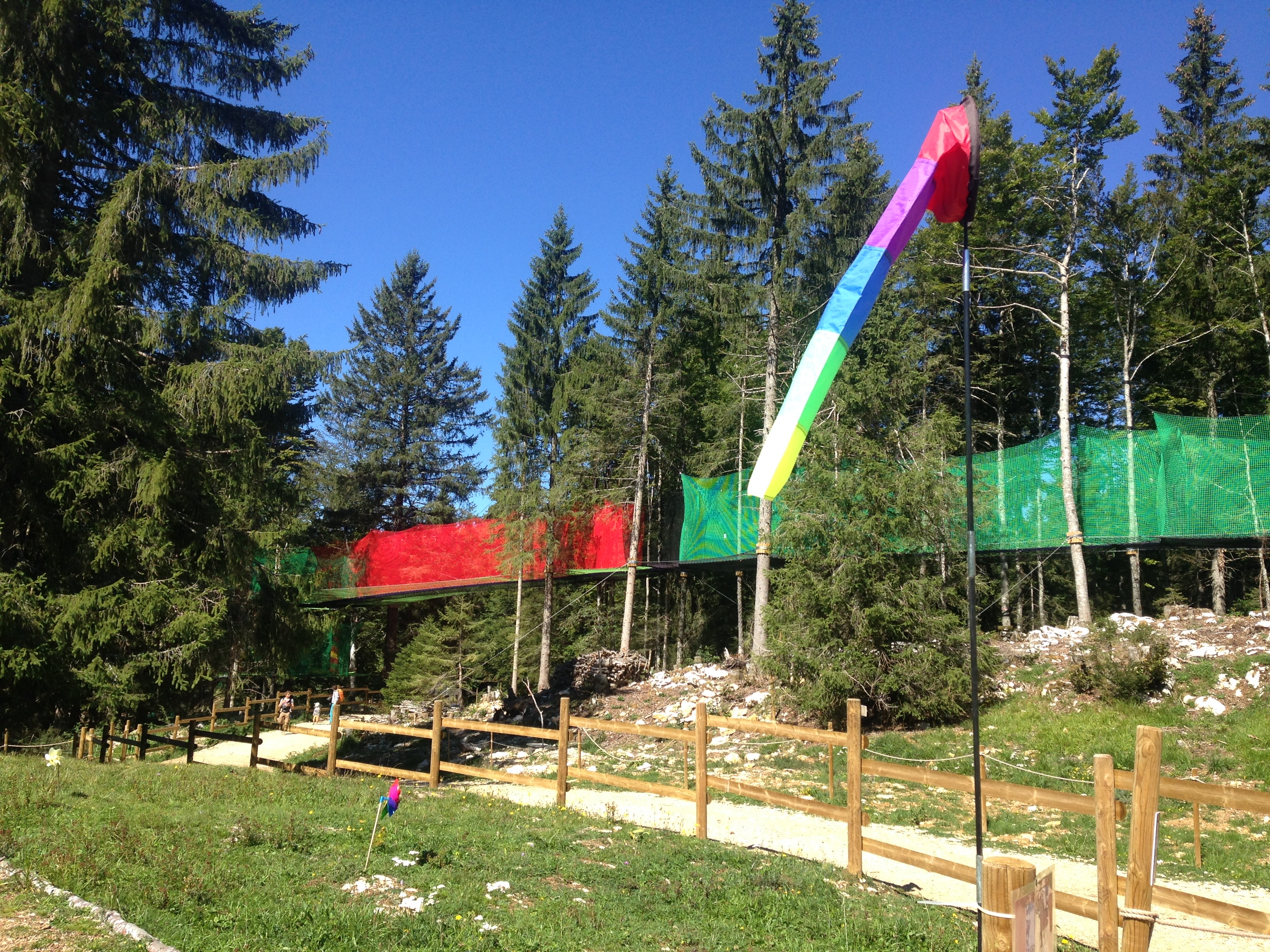
Structure ludique installée depuis 2017

## Cyclisme
La station des Rousses fut l'arrivée de l'une des étapes du tour de France 2010. La montée fut classée en deuxième catégorie. Sylvain Chavanel s'imposait en échappée solitaire et s'emparait provisoirement du maillot jaune.
La station des Rousses est à nouveau l'arrivée de la 8e étape du tour de France 2017.
C'est le coureur de l'équipe Direct Energie Lilian Calmejane (N°173) qui s'impose à La Serra (Lamoura).

### Sources
1. ↑  
[PDF]
« Structures de gestion de la Station des Rousses », sur Site de la Communauté de communes de la Station des Rousses (consulté le 23 janvier 2013)
2. ↑  
« Sli alpin Jura - Les Rousses », sur Site de la Station des Rousses (consulté le 23 janvier 2013)